# Hoonah
Hoonah – miasto w Stanach Zjednoczonych, położone w południowo-wschodniej części stanu Alaska. Według danych na rok 2023 miasto liczy 948 mieszkańców. Miasteczko jest siedzibą władz administracyjnych obszaru spisowego Hoonah–Angoon. 

## Historia

### Kalendarium
- 1880 - The North West Trading Company wybudował w Hoonah pierwszy sklep.
- 1881 - wybudowano The Presbyterian Home Mission oraz szkołę.
- 1887 - miejscowość liczyła 450-500 mieszkańców.
- 1901 - w Hoonah otwarto pierwszy urząd pocztowy.
- 1912 - w północnej części miasta przedsiębiorstwo The Hoonah Packing Co. wybudowało dużą fabrykę konserw. Fabryka została w późniejszym czasie zamknięta, a obecnie jest ona atrakcją turystyczną.
- 1944 - pożar zniszczył znaczną część Hoonah, także wiele cennych obiektów kulturowych. W odbudowie miasta pomagał rząd federalny Stanów Zjednoczonych.
- 1964 - w maju tego roku edukację w Hoonah High School ukończył pierwszy rocznik.
- 2010
  - pożar i seria wybuchów zniszczyły fabrykę Icy Strait Lumber Mill. Przyczyna pożaru jest nieznana, jednakże śledczy uważają, że przyczyną nie mogła być ingerencja człowieka[2].
  - dwóch policjantów z miasta Hoonah podczas pełnienia służby zostało zastrzelonych w zasadzce zastawionej na nich na jednej z ulic miasta. W dniu 29 sierpnia 2010 roku, podejrzany zabarykadował się wewnątrz własnego domu. Otoczony przez pracowników federalnych organów ścigania i SWAT. Podejrzany, John Marvin, został aresztowany następnego dnia.

## Demografia
Według spisu z 2000 roku w Hoonah mieszkało 860 osób prowadzących 300 gospodarstw domowych, stanowiących 215 rodzin. Gęstość zaludnienia wynosiła wówczas 50,2 osób/km². W mieście zbudowanych było 348 budynków mieszkalnych (średnia gęstość zabudowań mieszkalnych to 20,3 domu/km²). 
Spośród 300 gospodarstw domowych:
- 33,7% zamieszkują rodziny z dziećmi poniżej 18. roku życia
- 52,3% stanowią małżeństwa mieszkające razem
- 12,3% stanowią kobiety nie posiadające męża
- 28,3% stanowią osoby samotne

22,7% wszystkich gospodarstw domowych składa się z jednej osoby, a 5,0% żyjących samotnie jest w wieku 65 lat lub starszych. Średnia wielkość gospodarstwa domowego wynosi 2,83 osoby, a średnia wielkość rodziny to 3,34 osoby.
Średni roczny dochód dla gospodarstwa domowego w Hoonah wynosi 39 028 dolarów, a średni roczny dochód dla rodziny wynosi 45 125 dolarów. Średni roczny dochód mężczyzn to 37 083 dolarów, zaś kobiet to 23 958 dolarów. Dochód roczny na osobę w mieście wynosi 16 097 dolarów. 14,3% rodzin, a zarazem 16,6% ludności żyje poniżej granicy ubóstwa, w tym 14,1% osób w wieku poniżej 18 lat i 10,4% osób powyżej 65 roku życia.

### Wiek mieszkańców
Podział mieszkańców ze względu na wiek:
- <18 − 29,2%
- 18-24 − 9,4%
- 25-44 − 26,5%
- 45-64 − 27,3%
- >65− 7,6%

Średnia wieku mieszkańców: 36 lat.
Na każde 100 kobiet przypada 112,9 mężczyzn (zaś na 100 kobiet powyżej 18. roku życia przypada 115,2 mężczyzn).

### Rasa mieszkańców
Podział mieszkańców ze względu na rasę:
- rasa biała - 28,72%
- rasa czarna lub Afroamerykanie - 0,23%
- rdzenni mieszkańcy Ameryki - 60,58%
- Azjaci - 0,12%
- inna rasa - 0,81%
- ludność dwóch lub więcej ras - 9,53%
- Hiszpanie lub Latynosi - 3,60%

## Geografia
Według danych statystycznych U.S. Census Bureau miasto Hoonah zajmuje powierzchnię 22,5 km², z czego 17,1 km² stanowią lądy, a 5,4 km² (24,05%) to wody.

## Transport

### Lotnisko
W 2011 roku zakończono rozbudowę lotniska, w wyniku którego posiada ono obecnie pas startowy długości 3000 stóp. Planowana jest kolejna rozbudowa lotniska.